# West Stockwith
 (août 2023).
Pour l’article homonyme, voir East Stockwith.
West Stockwith est une paroisse civile et un village du Nottinghamshire, en Angleterre.